# ألمودينا سيد توستادوا
وٌلدت لاعبة الجمباز ألمودينا في فيتوريا-غاستيز ب إسبانيا في الخامس عشر من شهر يونيو عام 1980، واشتهرت بمهارتها في ألعاب الجمباز الإيقاعي، تمتعت ألمودينا بأطول فترة مزدهرة بالإبداع والنجاح في مجال الجمباز الإيقاعي، وهي أيضاً الوحيدة التي انضمت للمباراة النهائية أربع سنوات متتالية للجمباز الإيقاعي على مستوى العالم، خلال هذه الفترة، لم يتم تفويت أي نهائيات تقريبًا من نهائيات كأس العالم للجمباز الإيقاعي والبطولات العالمية، اشتركت في معظم نهائيات كأس العالم. ووصفها الاتحاد الدولي للجمباز بأنها إحدى لاعبات الجمباز الأكثر شعبية واحتراماً.

## الحياة الرياضية
بدأت ألمودينا في دراسة الجمباز الإيقاعي في عمر السادسة، في الأساس كانت أمها تريد أن تُدرسها ال بالية، ثم لاحقاً بسبب مرونة جسدها قررت أن تتعلم الجمباز الإيقاعي، انضمت في عام 1994 للمنتخب الوطني الإسباني.
كانت ألمودينا أول من يصل للمبارات النهائية الخاصة ب الألعاب الأولمبية الصيفية 1996 والألعاب الأولمبية الصيفية 2000، وهي الوحيدة في التاريخ على مدار أربع سنوات التي استطاعت الانضمام إلى نهائيات الألعاب الأوليمبية في أثينا، بكين، أتلادنا وسيدني.
وحققت رقماً قياسياً بين متوسط أعمارالاعبين الصغيرة جداً، كانت ألمودينا أيضا لاعبة الجمباز الإيقاعي الوحيدة في أوروبا الغربية التي يمكنها التنافس مع لاعبي أوروبا الشرقية، وفي الجمباز الأولمبي الشخصي في أولمبياد بكين، أصبحت هي ولاعبة إسرائيلية اللاعبات الوحيدات غير السوفياتية وشرق أوروبا اللائي سبق لهن الانضمام كأقوى عشر لاعبات.
تم الاعتراف بمهارتها من قبل الاتحاد الدولي للجمباز عام 2001، وسُميت رسميًا ب "Cid Tostado Element".
فازت بجائزة لونجين عن أناقتها الشخصية في كأس العالم للجمباز الإيقاعي في بودابست في عام 2003.。2005年地中海運動會中也取得了個人全能金牌的成績。وفي ألعاب البحر الأبيض المتوسط لعام 2005، فازت أيضًا بميدالية ذهبية للإنجازات الشاملة التي قامت بها.
في نهاية الجولة الأخيرة من نهائيات الجمباز الإيقاعي الأوليمبي لعام 2008 الذي أُقيم في بكين، رسمت ألمودينا بإصبعها على الأرض قلباً، ثم قبلت الأرض، وذلك تعبيراً عن وداعها لعشر سنوات من مسيرتها الوطنية في الجمباز. كان من المقرر أصلاً أن تقدم المدينة عرضًا لنهائي كأس العالم في بانينغ بإسبانيا في أكتوبر 2008 كمهنة رياضية شخصية. أرادت التخلي عن هذه المسابقة لمشاركتها في البرنامج التلفزيوني «سيرك ماس داسيل_تودافيا».

## الحياة الشخصية
عاشت أمودينا حياتها في برشلونة، عملت كعارضة وتعاونت مع شركة ايضاً نايكي للعمل ك عارضة، قامت بعمل عرض في Pasarela Gaudí و Pasarela Cibeles في مدريد، وذلك للقيام بتصميم ديزاين يلفت الانتباه للنسخة الإسبانية من مجلة August Men's Magazine عشية أولمبياد 2008.
تُجيد أموندينا التحدث باللغة الإسبانية، الباسكية والإنجليزية. وهي أيضًا ضيفة في برنامج التلفاز المتنوع في إسبانيا وتتمتع بمكانة عالية في المنطقة المحلية. بعد أولمبياد بكين، ستعمل على الشاشة الأمامية لبرنامج الواقع "Circus، más dificil todavía" كمدربة للمتسابقين. تم بث البرنامج على شاشة CUATRO TV في إسبانيا كل يوم من الاثنين للجمعة الساعة الثالثة وخمسون دقيقة عصراً.

## روابط خارجية
- ألمودينا سيد توستادوا على موقع IMDb (الإنجليزية)
- ألمودينا سيد توستادوا على موقع كينوبويسك (الروسية)
- ألمودينا سيد توستادوا على موقع الاتحاد الدولي للجمباز (licence) (الإنجليزية)
- ألمودينا سيد توستادوا على موقع الاتحاد الدولي للجمباز (biography) (الإنجليزية)
- ألمودينا سيد توستادوا على موقع اللجنة الأولمبية الدولية (الإنجليزية)
- ألمودينا سيد توستادوا على موقع أوليمبيديا (الإنجليزية)
- ألمودينا سيد توستادوا على موقع اللجنة الأولمبية الإسبانية (الإسبانية)